# Amelia Rosselli
Amelia Rosselli (* 28. März 1930 in Paris; † 11. Februar 1996 in Rom) war eine italienische Dichterin.

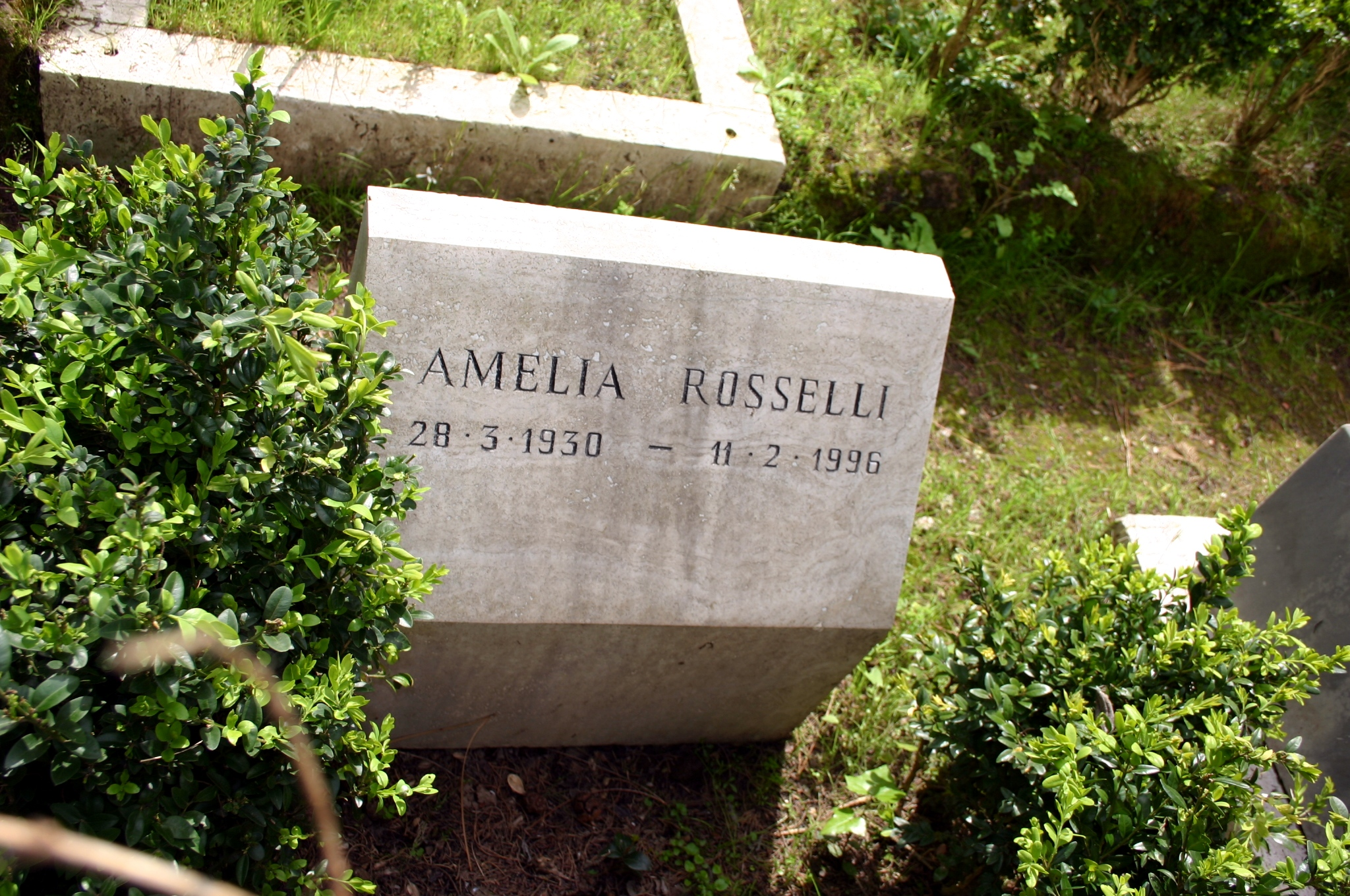
Protestantischer Friedhof, Grabmal Amelia Rosselli (1930–1996)

## Leben
Amelia Rosselli war Tochter des Antifaschisten und Historikers Carlo Rosselli und Marion Caves, einer Quäkerin und Aktivistin aus der Arbeiterpartei. Nach der Ermordung von Vater und Onkel (Nello Rosselli) durch den rechtsextremen Geheimbund La Cagoule in Frankreich im Jahr 1937 lebte Rosselli 1940–1946 in der Schweiz, den USA, und England, wo sie Literatur, Philosophie und Musik studierte.
Ab 1947 lebte Rosselli in Italien, arbeitete als Herausgeberin und Übersetzerin für verschiedene Verlage und die RAI und publizierte in den Zeitschriften Botteghe Oscure, Civiltà delle Macchine, Il Verri und Il Menabò. Sie zählt zu den Mitgliedern der italienischen Literaturbewegung Neoavanguardia.
Am 11. Februar 1996, an dem gleichen Tag, an dem die von ihr verehrte und übersetzte Dichterin Sylvia Plath 33 Jahre zuvor durch Suizid aus dem Leben geschieden war, beging Rosselli Selbstmord in Rom.
Nach ihr ist der Premio Amelia Rosselli per gli editori romani der Stadt Rom benannt.

## Werke

### Gedichte
- Primi scritti (1952–63) (1980)
- Variazioni belliche. Garzanti, Mailand 1964.
- Serie ospedaliera. Il Saggiatore, Mailand 1969.
- Documento (1966-1973). Garzanti, Mailand 1976.
- Impromptu. San Marco dei Giustiniani, Genua 1981.
- Appunti sparsi e persi (1966-1977). Aelia Laelia, Reggio Emilia 1983.
- La libellula. Studio Editoriale, Genua 1985.
- Antologia poetica (1987)
- Sleep. Poesie in inglese (1992)

### Erzählungen
- Prime prose italiane (1954)
- Nota (1967–1968)
- Diario ottuso (1968)

### Aufsatzsammlungen
- Spazi metrici (1964)
- Una scrittura plurale. Saggi e interventi critici (2004, posthum)